# 罗西耶尔
罗西耶尔（法語：Rosières，法語發音：[ʁozjɛʁ]）是法国上卢瓦尔省的一个市镇，属于勒皮区。

## 地理
罗西耶尔（45°7'58"N, 3°59'18"E）面积26.82 平方千米，位于法国奥弗涅-罗讷-阿尔卑斯大区上盧瓦爾省，该省份为法国中南部省份，北起多姆山省和卢瓦尔省，西接康塔爾省，南至洛泽尔省，东临阿尔代什省。
与罗西耶尔接壤的市镇（或旧市镇、城区）包括：博略、卢瓦尔河畔沙马利耶尔、马尔勒韦尔、梅泽尔、勒佩尔蒂、圣艾蒂安-拉尔代罗勒、圣于连迪皮内。

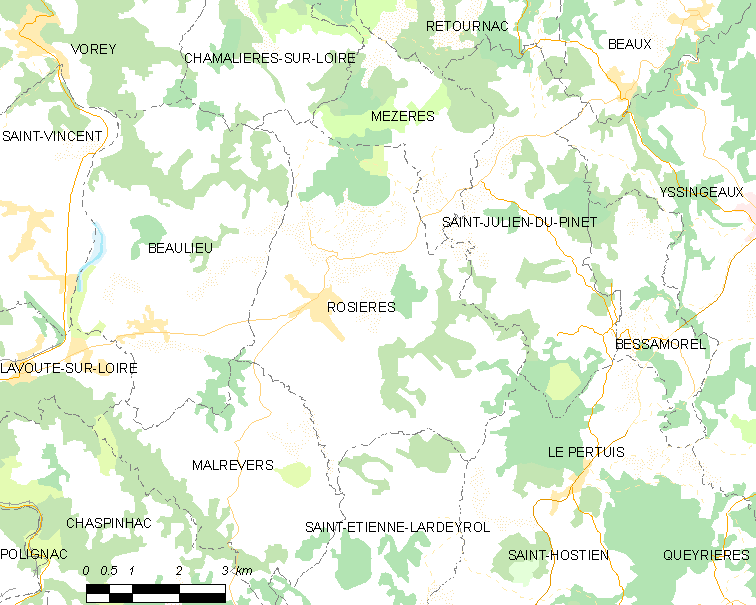
罗西耶尔的OSM定位图

罗西耶尔的时区为UTC+01:00、UTC+02:00（夏令时）。

## 行政
罗西耶尔的邮政编码为43800，INSEE市镇编码为43165。

## 政治
罗西耶尔所属的省级选区为昂布拉韦-梅加勒县。

## 人口

1962-2008年间罗西耶尔人口变化图示

罗西耶尔于2022年1月1日时的人口数量为1536人。